# Николай Гирс
Николай Карлович Гирс е руски дипломат, министър на външните работи на Руската империя от 1882 до 1895 година.

## Биография
Роден е в чиновническо семейство от шведски произход, приема руско поданство на 31 януари 1857 г.
Постъпва във външното министерство още 18-годишен (1838). На задгранична работа започва като младши драгоман в консулството в Яш от 1841 г. Следва поредица от дипломатически постове, сред които: първи секретар в Константинопол, управляващ консулството в Молдова, генерален консул – в Египет от 1856 г. и във Влахия и Молдова от 1858 г.
През 1863 г. става посланик в Иран, през 1869 – в Швейцария, а от 1872 г. – в Швеция. През 1875 г. оглавява Азиатския департамент на външното министерство и става другар (заместник) на външния министър Александър Горчаков. От 1878 г., поради заболяване на Горчаков, Гирс е фактически ръководител на министерството. Титулярен министър на външните работи е от 1882 г.
Гирс е радетел на Съюза на тримата императори, но не успява да предотврати разпадането му. Сключва военна конвенция с Франция през 1893 г.